# Stade BMX de Saint-Quentin-en-Yvelines
Das Stade BMX de Saint-Quentin-en-Yvelines (deutsch BMX-Stadion von Saint-Quentin-en-Yvelines) ist eine BMX-Rennbahn in der französischen Stadt Montigny-le-Bretonneux. 

## Geschichte
Das Stade BMX de Saint-Quentin-en-Yvelines ist eine überdachte BMX-Strecke und wurde zusammen mit dem nebenan befindlichen Vélodrome National errichtet. 2018 und 2019 war es einer der Austragungsorte des UCI-BMX-Racing-Weltcups. Während der Olympischen Spiele 2024 fanden hier die BMX-Rennen statt.